# ISO 26262
ISO 26262 또는 자동차 기능 안전성 국제 표준은 자동차에 탑재되는 E/E (Electrical and/or Electronic) 시스템의 오류로 인한 사고방지를 위해 ISO에서 제정한 자동차 기능 안전 국제 규격이다. ISO 26262는 프로세스 모델과 함께 요구되는 활동, 유무형의 증거물, 그리고 개발과 생산에 사용되는 방식을 정의한다.
기능안전은 각 제품 개발 단계에 통합되는데, 그 범위는 명세 specification로부터 시작하여 설계 design, 구현 implementation, 통합, 검증 verification, 인증 validation, 그리고 생산을 위한 출도 단계에 이른다. ISO 26262 표준은 기능 안전 표준 IEC 61508을 자동차 전기/전자 시스템에 적용시킨 것이다. ISO 26262는 모든 자동차용 전기/전자 안전 관련 시스템의 제품 수명 전 주기에 걸쳐 적용 가능한 자동차용 장비의 기능안전을 정의한다.
초판은 2011년 11월 11일에 발표되었고, 최대 중량 3500kg 까지의 일관 생산 승용차에 설치되는 전기/전자 시스템에 적용될 예정이다. (시험제작차나 장애인을 위해 개조된 차량, 표준 제정 이전에 생산된 차량은 이에 해당되지 않음) 표준을 적용하는 것은 자율에 따르나 실제로는 점차로 더 많은 완성차 업체에서 그 부품공급업체들에게 새로운 프로젝트에 사용할 것을 요구하고 있다. 이는 전기 전자 시스템의 오작동 거동에 의해 일어날 수 있는 위험을 다루는 것을 목표로 한다.
그 부모 표준인 IEC 61508처럼 ISO 26262는 위험 기반 안전 표준으로, 해로운 작동 상황의 위험을 정량적으로 계산하고 체계적인 고장을 회피하거나 통제하고 임의의 하드웨어 고장을 감지 또는 제어하거나 그 영향을 완화하기 위한 안전 수단을 정의한다.
ISO TC22/SC32/WG8에서 다루고 있다.

## 개념
- 자동차 전자제어장치의 오작동으로 인한 사고 및 인명손실을 최소화하기 위해 제정한 기능 안전성 규격
- 10개국 27개 자동차 제조사 및 부품 공급사 참여
- 자동차 전체 시스템이 적용대상이며 개발 초기부터 생산, 폐기에 이르는 전체 생명주기에서의 안전 관련 요구사항을 수렴함
- ISO 26262 표준 실현을 위해서는 시스템 성숙도 모델인 CMMI 또는 Automotive SPICE 등의 SW 엔지니어링 프로세스를 필수적으로 준수해야 함
- 자동차 안전 관련 요구사항을 지정하는 지표로 ASIL 등급을 사용

## 배경
- 자동차 전자제어장치(ECU)의 급속한 증가 및 네트워크화로 인해 기능 안전성의 중요성 증대
- 복수의 Supplier에 의한 ECU 개발 및 자동차 전자 제어 시스템의 복잡도 증가로 인해 개발 프로세스의 효율 제고 및 비용 절감을 위한 표준화 필요성 증대
- 일반 전기전자장치의 포괄적인 기능 안전 규격인 IEC 61508은 자동차 분야의 특수성을 반영하지 못함

## 표준화 일정
- 2009년 7월 DIS (Draft International Standard) 배포
- 2011년 4월 FDIS(Final Draft International Standard) 배포
- 2011년 11월 15일 Part 1~9, 국제 표준으로 확정
- 2012년 8월 1일 Part 10, 국제 표준으로 확정
- 2018년 12월 2nd edition 공식 배포

## 구성
- ISO 26262 2nd는 총 12개의 파트로 구성됨
- 개발 초기부터 생산, 폐기에 이르는 전체 생명주기에서의 안전 관련 요구사항을 제시함
- HW와 SW 모두 V모델 개발 프로세스를 따름
- 시스템을 설계한 후 HW와 SW 개발이 독립적으로 병행될 수 있는 구조로 구성되어 있음

ISO 26262 규격을 구성하는 12개의 파트는 다음과 같다.
1. Vocabulary
2. Management of functional safety
3. Concept phase
4. Product development at the system level
5. Product development at the hardware level
6. Product development at the software level
7. Production, operation, service and decommissioning
8. Support processes
9. Automotive safety integrity level(ASIL)-oriented and safety-oriented analysis
10. Guidelines on ISO 26262
11. Guidelines on application of ISO 26262 to semiconductors
12. Adaptation of ISO for motorcycles

## 같이 보기
- IEC 61508

## 참고자료
- ISO 26262 Automotive safety 개발을 위한 인증된 컴파일러(Wind River Diab Compiler) 및 인증 문서화 툴키트 솔루션 (주)엔엘텔레콤